# Neil Costa
Neil Francis Costa es un barrister y parlamentario gibraltareño afiliado al Partido Liberal de Gibraltar (GLP). En diciembre de 2011 fue elegido diputado en el Parlamento de Gibraltar como ministro de Turismo, Transporte Público, Relaciones Comerciales y el Puerto.

## Biografía
Nacido en Gibraltar y procedente de una familia de clase obrera, Costa creció en el apartamento gubernamental que sus padres compartían con sus abuelos en Laguna Estate y estudió en la St. Anne's Middle School. Su padre era albañil y su madre una cajera del supermercado Safeway. Se destacó al obtener tres Advanced Levels de la Bayside Comprehensive School. Luego fue a estudiar derecho y lengua española en la Universidad de Gales, Cardiff, donde se graduó con distinción. Completó sus estudios de derecho en los Inns of Court School of Law en Londres y fue admitido en el Colegio de Abogados de Londres en noviembre de 2002 y en el de Gibraltar en enero de 2003.
Costa ha estado involucrado en la política de Gibraltar desde sus días de estudiante, y se unió al Partido Liberal de Gibraltar en 1999. En 2007 fue elegido miembro del Parlamento y se convirtió en ministro en la sombra para Servicios de Salud y Sociales. En 2011, junto con el Dr. Joseph Garcia y Steven Linares, formó el grupo de candidatos de GLP en la alianza con el Partido Socialista Laborista de Gibraltar (GSLP) para participar en las elecciones generales de 2011.
Reelegido al Parlamento, esta vez para el gobierno, Costa fue nombrado por el ministro jefe Fabian Picardo como ministro de Turismo, Transporte Público, Relaciones Comerciales y el Puerto.